# Rattenabfallhaufen

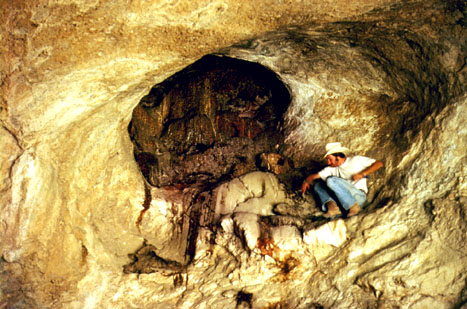
Eiszeitlicher Rattenabfallhaufen

Die Analyse der Rattenabfallhaufen (englisch pack rat midden) der Amerikanischen Buschratten dient der Rekonstruktion der Umwelt- und Klimaentwicklung (Palökologie, Paläoklimatologie) der Wüstengebiete des Südwestens der USA und Mexikos.

## Eigenart der Buschratte
Die amerikanischen Buschratten (englisch: pack rats) gehören zur Gattung Neotoma und zeigen einen auffälligen Sammeltrieb für Material aller Art, das sie aus einem Umkreis von weniger als 100 m zum Nestbau in Höhlen oder Felsspalten sammeln: kleine Steine, Stöcke, Zweige, Pflanzenteile, Samen, Knochen, Schneckenhäuser und Ähnliches. Der reichlich abgegebene Urin der Buschratten – ihren hohen Flüssigkeitsbedarf decken sie überwiegend durch den Verzehr von Sukkulenten – durchdringt und umhüllt das vielfältige Nestmaterial und kristallisiert zu einer steinharten bräunlichen Masse, die auch Futterreste, Fäkalien, Hautreste, Insekten, Pollen, Sporen und so weiter enthält und konserviert. Dieser Abfallhaufen der Buschratte türmt sich auf, bis sich die Ratten nach einigen Jahrzehnten ein neues Nest suchen. Bei Schutz vor mechanischer Zerstörung, Sonne und Nässe entstehen spezielle Zeitkapseln oder Klimaarchive, die über 40.000 Jahre alt (gemessen mit der C14-Methode) sein können.
Archäobotaniker können Überreste von mehreren Dutzend Pflanzenarten aus einem Rattenabfallhaufen bestimmen und haben somit eine Momentaufnahme der Vegetation im Umfeld des Baus zum Zeitpunkt von dessen Nutzung. Die gefundenen Reste von Wirbeltieren und Insekten erlauben Archäozoologen Rückschlüsse auf die damalige Tierwelt.

## Ergebnisse der Rattenabfallhaufen-Analyse
Die Ergebnisse der ersten Rattenabfallhaufen-Analysen führten zu einem völligen Umsturz der paläoökologischen Geschichte von Amerikas Süd-Westen. Die Annahme einer weit zurückliegenden Bildung der Wüstenlandschaften, die die europäischen Siedler vorfanden, war nicht mehr haltbar. Speziell zeigte sich, dass der Aufstieg und Niedergang der Anasazi im Chaco Canyon in der Zeit von 600 bis 1200 n. Chr. essentiell mit der Abholzung des damaligen Waldes aus Kiefern und Wacholderbäumen zusammen hing.
Die Rattenabfallhaufen-Analyse ist heute ein breit eingesetztes Hilfsmittel zur Rekonstruktion historischer Umweltzustände und der Klimaentwicklung durch die Bestimmung der „eingefrorenen“ Artenzusammensetzung. Die ermittelten Daten und Fakten werden in einem zentralen Archiv des US-Innenministeriums (North American Packrat Midden Database) gesammelt, und sie erfahren eine breite wissenschaftliche Nutzung.